# Polka

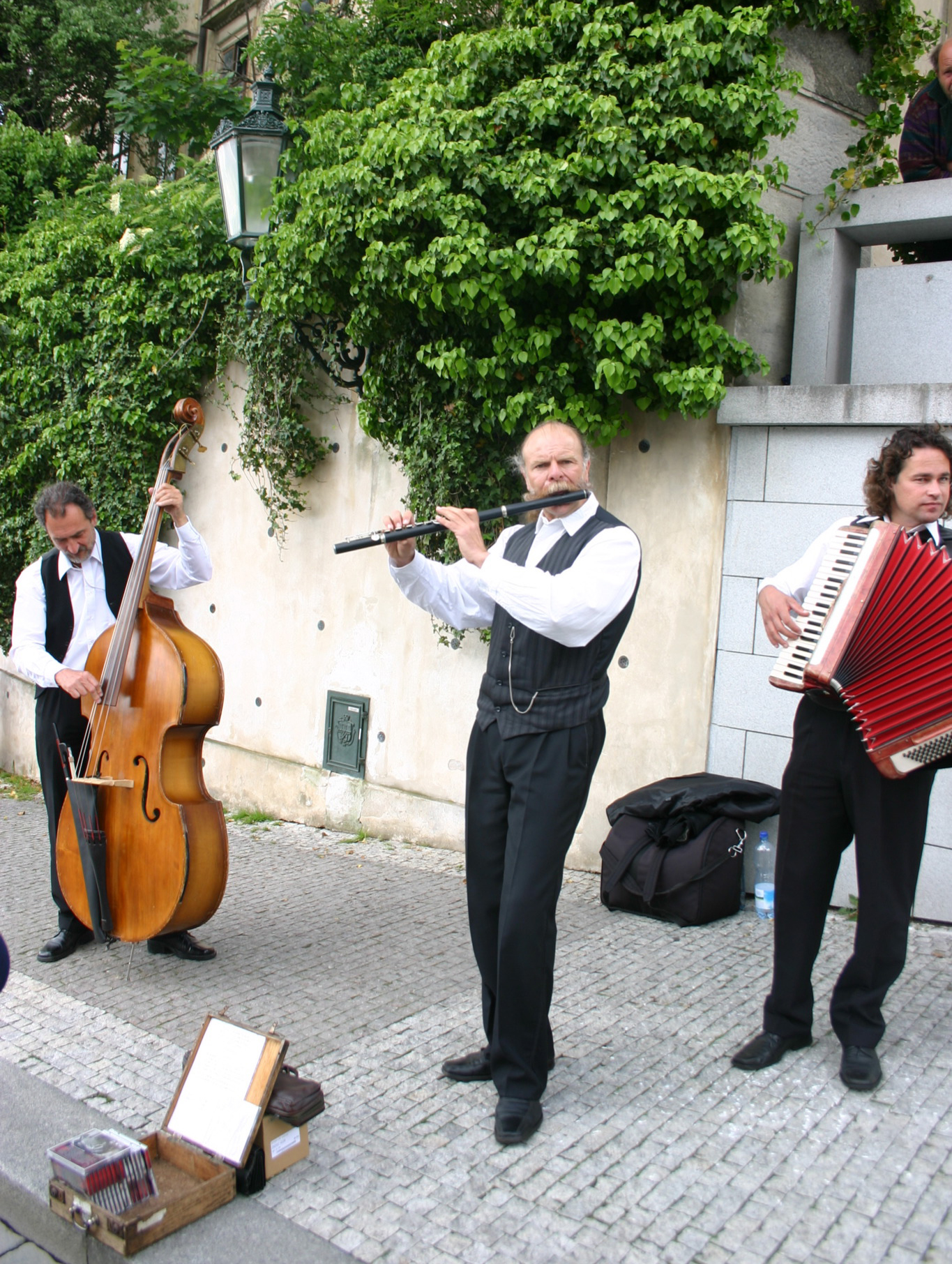
Straßenmusiker aus Prag spielen eine Polka.

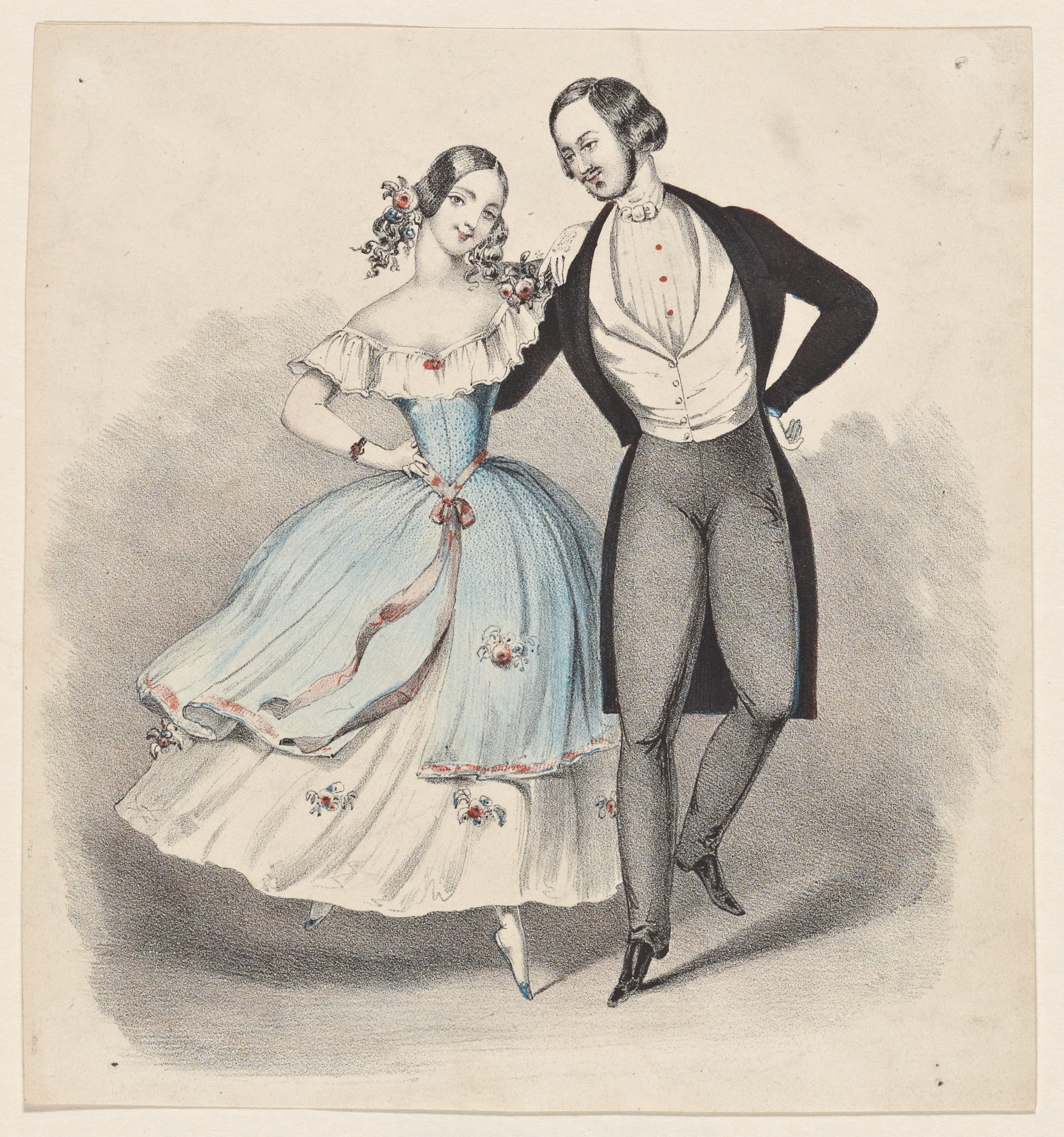
Polka

Die Polka ist ein beschwingter Rundtanz im lebhaften bis raschen Zweivierteltakt oder alla breve. Der Name stammt aus Tschechien (Böhmen). Die Grundform ist eine Folge von Polkaschritten oder Wechselschritten (kurz-kurz-lang) mit Betonung auf dem ersten Kurzschritt, also abwechselnd auf dem linken und rechten Fuß. Ursprünglich wurde dieser Wechselschritt in Böhmen mit einem Hüpfer eingeleitet, in deutschen Gegenden mit einem Hüpfer abgeschlossen.

## Herkunft
Der Tanz soll von der Magd Anna Chadimová (später Slezáková, 1805–1884) eines Sonntags um 1830 in Elbekosteletz (Kostelec nad Labem) erstmals zum lokalen Volkslied Onkel Nimra kaufte einen Schimmel getanzt worden sein. Der anwesende junge Lehrer Josef Neruda schrieb Tanz und Melodie auf und verbreitete den Tanz weiter.
Der Name Polka bedeutet im Tschechischen und Polnischen „Polin“. Um 1830 hieß der Tanz půlka (vom Schrittwechselschritt, tschech. půlka = Hälfte). Der Name wurde 1835 in Prag geändert auf Polka – wahrscheinlich aus Sympathie für die damals schwer unterdrückten Polen (siehe Novemberaufstand), nach anderen Angaben nach der polnischen Sängerin Esmeralda.
Ein Vorläufer der Polka im tschechischen Volkstanz ist die „Nimra“.
Die Polka wird nach sehr einfacher Musik im Zweivierteltakt getanzt und besteht aus 3–4 Reprisen zu 8, 12 oder 16 Takten. Die Bewegung ist ziemlich geschwind, doch langsamer als Galopp. Durch Ballettmeister kamen – unter Aufnahme einzelner Pas (Tanzschritte) aus anderen slawischen Tänzen – mehrere Abarten der Polka auf, so die Polka hongroise, die Mazurka (Polka masurka), Polka à la Polacca, die auch von Johann Strauss aufgegriffene Schnellpolka und andere.

## Herkunft des Tanzschrittes
Der Schritt ist im deutschen Volkstanz schon lange vor 1800 als Hopser nachweisbar. Johann Sebastian Bach verwendet 1742 einen Hopser in seiner Bauernkantate.
Die genaue Tanzform ist im Rheinfränkischen 1811 als Hipper überliefert, auch der Schottisch-Rundtanz (Schottischer Walzer) verwendet diesen Schritt.
Im Volkstanz sind Polka oder Schottisch in vielen Ländern überliefert: Österreich (Krebspolka), Deutschland, Schweiz, Niederlande, Dänemark (Tyrolerhopsa), Schweden, Norwegen und natürlich Tschechien, Slowakei, Polen und noch etliche andere Länder.

## Ausführung
Beim Volkstanz – wo die Polka seit etwa 1835 nachgewiesen ist, in Österreich seit etwa 1840 – führen die Fröhlichkeit der Musik und die rasche Drehung dazu, dass oft recht ausgelassen getanzt wird. Beim Gesellschaftstanz besteht die Kunst unter anderem in einer guten Tanzhaltung.
Im Österreichischen Volkstanz gibt es folgende Unterscheidungen:
- Polka Franze – langsam (≈80 bpm), mit Hüpfschritt nach dem Wechselschritt
- Böhmische Polka – etwas schneller (≈100 bpm), meist mit Hüpfschritt nach dem Wechselschritt
- Polka – mittleres Tempo (≈120 bpm), wird ohne Hüpfer getanzt
- Schnellpolka – schnell bis sehr schnell (≈160 bpm), ohne Hüpfschritt

## Musik
Bekannte Polka-Melodien sind unter anderem:
- Sauerkraut-Polka (1961) von Gus Backus
- Tritsch-Tratsch-Polka (1858; Komponist: Johann Strauss (Sohn))
- Ambosspolka (1864; Komponist Albert Parlow)
- Pizzicato-Polka (Komponisten: Johann Strauss (Sohn) und Josef Strauss)
- Der Klarinetten Muckl, Klarinette-Polka, Opi-Polka, Polka Dziadek
- Polka de W.R. (Komponist: Sergei Rachmaninow)
- Annemarie-Polka (Komponist: Herms Niel)
- Böhmischer Traum (Komponist: Norbert Gälle)
- Rosamunde (Komponist: Jaromír Vejvoda)
- Britta-Polka (Komponist: Hans Christian Lumbye)
- Ievan Polkka (Komponist: Eino Kettunen)
- The Pie-In-The-Face Polka (1965; aus Das große Rennen rund um die Welt; Komponist: Henry Mancini)
- Pennsylvania Polka (aus Und täglich grüßt das Murmeltier; Komponist: Lester Lee; Interpret Frankie Yankovic)
- Unter Donner und Blitz (Komponist: Johann Strauss (Sohn))
- Trompetenecho (Komponist: Slavko Avsenik)

In der Neuen Volksmusik werden Polkamelodien u. a. von der Folkrockband HISS gespielt.

## Bravourpolka
Unter einer Bravourpolka versteht man eine Polka, die herausragende Anforderungen an das musikalische Können der Aufführenden – insbesondere etwaiger Solisten – stellt. Bekannte Vertreter des Genres sind:
- Teufelszunge von Hugo Wolfram Schmidt, bekanntes Arrangement von Rolf Schneebiegl
- Bravourpolka von Herbert Ferstl
- Blitzpolka von Adam Hudec
- Das ist mein Leben von Franz Watz
- Blasmusikjuwelen von Otwin Balser
- In kleinen Dörfchen von Wenzel Valczek